# ناحیه مرکزی الباب
ناحیه مرکزی الباب (به عربی: ناحیة مرکز الباب) یک ناحیه در سوریه است که در منطقه الباب واقع شده‌است. ناحیه مرکزی الباب ۱۱۲٬۲۱۹ نفر جمعیت دارد.